# Ivan Tobić
Tobić Tobić Idol Mladih (Smederevo, 14. jun 1976) umetničko je ime Ivana Tobića, kantautora, pop izvođača i pisca iz Smedereva, koji živi i radi u Beogradu.
Zajedno s grupama Činč, Krš, Elektrolasta, Piknik, Duo trojica itd. pripada talasu izvođača alternativne, rok i pop muzike iz Srbije s početka 21. veka. Član je sajkogradskog muzičkog sastava Hotel Srpska Makedonija, kao i umetničkog, gastronomskog i sportskog udruženja Debeli biciklisti

## Umetnički rad
Njegov umetnički rad prepoznatljiv je po ironiji, uglavnom nadrealističkoj, koja se graniči s uvrnutošću. Ironiničan je i prema samom sebi.
U Srbiji i ostalim zemljama bivše Jugoslavije poznat je kao vrlo uspešan izvođač:
Postoji izvestan šarm u nekoj vrsti svesnog amaterizma ovog izvođača. Sve postaje jasnije ako se zna široko polje Tobićevog delovanja: predstave, performansi, slem poezija, pa čak i jedan roman. Ovde nije reč o muzici, već o načinu izvođenja. Tobić sa lakoćom može da zabavlja publiku, jer je njegov odnos prema njoj rezultat jedne promišljene strategije i samoreklamiranja.
Vodio je od 2003. do 2011. humorističko-nadrealistički horoskop u dnevnom listu Kurir, a od 2010. je bio i stalni kolumnista ovog lista.
Objavio je zbirku priča Građen sam ko sveti lonci, kao i roman Tobiđenja dušo moja u izdanju izdavačke kuće Kornet, a piše slem poeziju
Tri njegove pesme (B92, Pas e vrte, Palestina) nalaze se na kompilaciji Šta treba maloj deci koju je objavila izdavačka kuća Kornet u septembru 2007.
Jedan je od autora kontroverznog muzičkog i video projekta Radio Xanax, zajedno sa zemunskim piscem Aleksandrom Belčevićem i užičkim video umetnikom Danilom Stojićem.

## Aktivizam
Član je „obešenjačke neformalne grupe“ Ilegalni poslastičari i jedan od urednika izdavačke kuće Ilegalnih poslastičara — Kornet..
Sam ili u saradnji s drugima vodi nekoliko blogova u kojima dominira nadrealistički i društveno-kritički sadržaj.
Kao kritičar neoliberalnog sistema vrednosti često je na meti zagovornika tih ideja.

## Spoljašnje veze
- Sajt i blog Ivana Tobića.
- prezentacija.